# Bahnhof Mulhouse-Ville

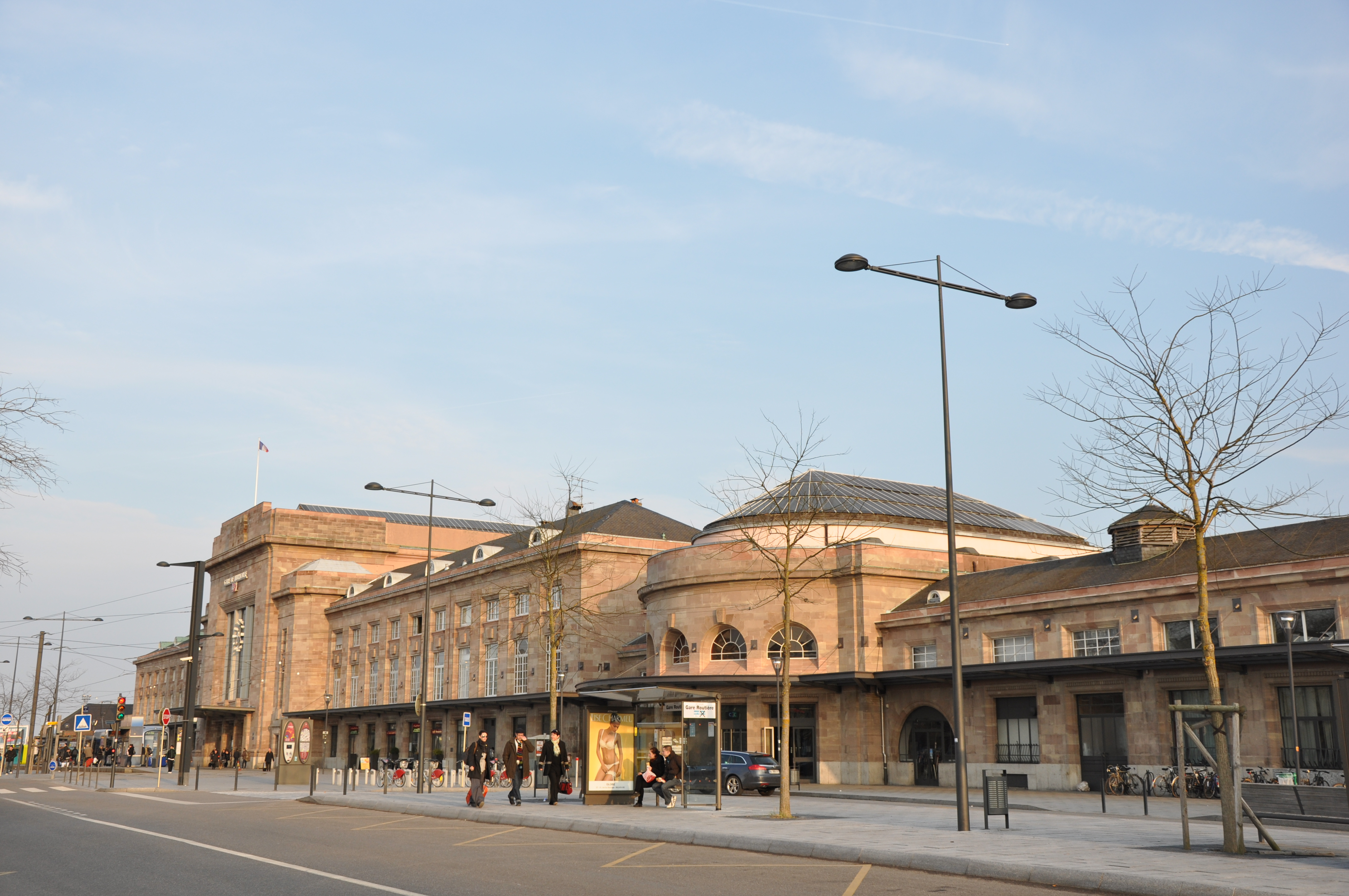
Straßenfassade

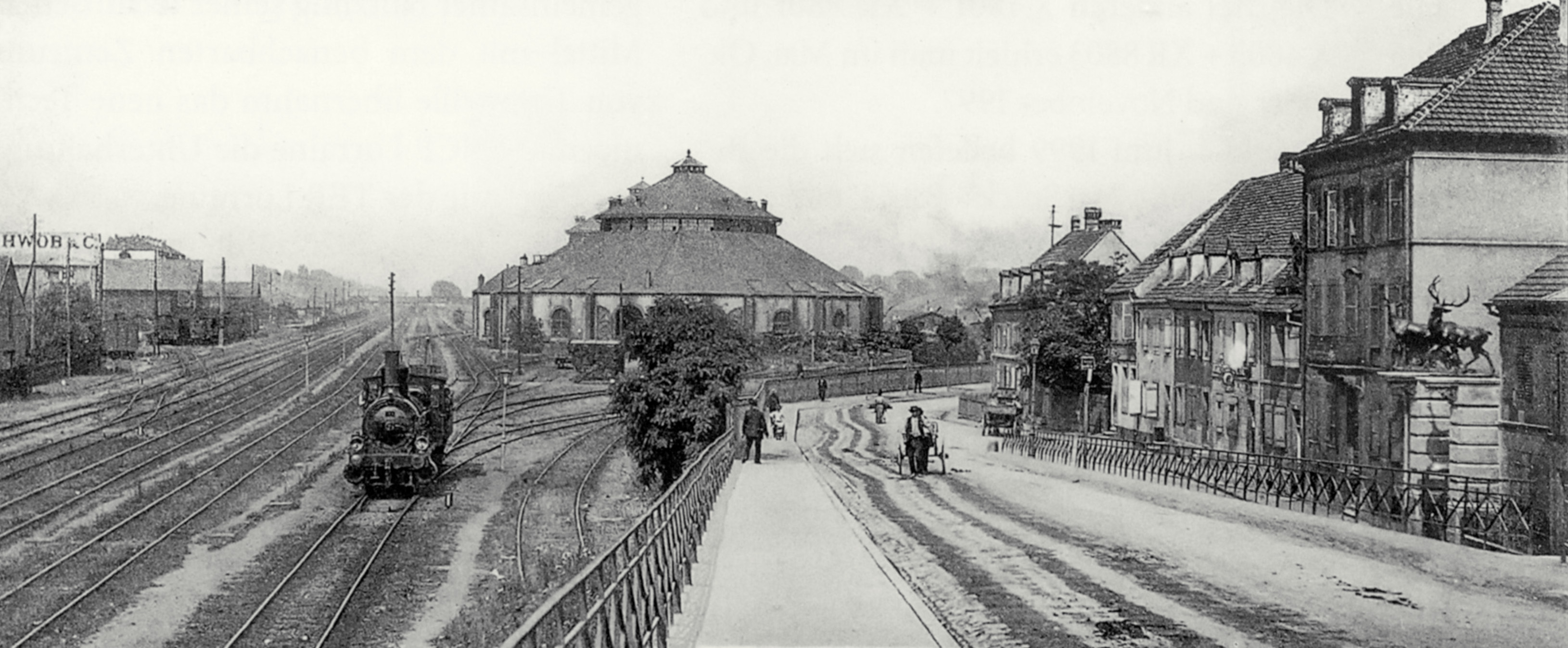
Bahnbetriebswerk Mulhouse Wanne mit den zentralen Ringlokschuppen

Der Bahnhof Mulhouse-Ville (französisch Gare de Mulhouse-Ville, deutsch Bahnhof Mülhausen-Stadt, vereinzelt auch „Mülhausen Hauptbahnhof“ genannt) ist der Hauptbahnhof der südelsässischen Stadt Mülhausen (französisch: Mulhouse). Der von der SNCF betriebene Bahnhof ist mit seinen zwei großen Hallen und seiner monumentalen, lang gestreckten Hauptfassade einer der städtebaulich markantesten Profanbauten der Stadt.

## Geschichte
Das erste Empfangsgebäude von Mulhouse stammte von 1840 (nach anderen Quellen 1838) und stand in einiger Entfernung vom jetzigen Gebäude. Das zweite, 1842 gebaute, stand unweit des heutigen an der Bahnstrecke Strasbourg–Basel und diente – regelmäßig erweitert – bis 1929. Von 1928 bis 1932 wurde die heute noch bestehende Anlage errichtet, ein Werk von Charles Schulé, Albert Doll, R. Gélis und Gustave Umdenstock. Das Gebäude wurde 1944 bombardiert und 1955 äußerlich und innerlich vereinfacht wieder aufgebaut.
Von 2006 bis 2009 wurde der Bahnhof in Vorbereitung auf die Eröffnung der Hochgeschwindigkeitslinien LGV Est européenne und LGV Rhin-Rhône sowie der vor dem Gebäude verlaufenden Straßenbahn Mulhouse grundlegend renoviert.
Seit dem Fahrplanwechsel 2012/2013 im Dezember 2012 gibt es wieder täglich bis zu sieben Zugpaare zwischen Mulhouse und Müllheim.
Im Jahr 2018 nutzten etwas über 5 Millionen Reisende den Bahnhof.

## Bahnbetriebswerke
Zum Bahnhof Mulhouse gehörten mehrere Bahnbetriebswerke (BW). Eine erste Anlage entstand, nachdem der Betrieb aufgenommen wurde. Später wurden zwei Ringlokschuppen errichtet. Nachdem Bahnhof und Strecke 1871 an die Reichseisenbahnen in Elsaß-Lothringen (EL) übergegangen waren, fügten die zwei weitere Ringlokschuppen hinzu. 1914 bestanden zwei Lokschuppen mit 18 Ständen und einer mit 25. Es gab zwei 20 m-Drehscheiben. Aber schon damals reichte die Kapazität des BW nicht mehr aus.

### Mülhausen Nord
Im Norden des Bahnhofs, in der Nähe des Rangierbahnhofs, wurde deshalb 1914 begonnen, ein zweites BW zu errichten, das Güterzuglokomotiven vorbehalten war. Dessen Bezeichnung war „Mülhausen Nord“. Die EL kam mit dem Bau aber nicht mehr weit, weil nach Kriegsausbruch 1914 die Arbeiten eingestellt wurden. Die Administration des chemins de fer d’Alsace et de Lorraine (AL) übernahm die Anlage 1919 und baute sie bis 1926 aus. Einer der Lokschuppen erhielt eine 24 m-Drehscheibe, der andere eine 20 m-Drehscheibe. Während des Zweiten Weltkriegs gab es nur einen Luftangriff auf das BW, etwa 15 % wurden zerstört. Erst im Zuge der Kämpfe zu Ende des Jahres 1944, als die Front ganz in der Nähe verlief, kam es zu erheblichen Zerstörungen. Nach dem Krieg wurde das BW wieder aufgebaut und ihm eine Außenstelle in Saint-Louis, dem Grenzbahnhof zur Schweiz an der Strecke nach Basel, zugeordnet. Mit der Elektrifizierung der Bahnstrecke Strasbourg–Basel 1957 gingen Aufgaben und Bedeutung des BW Mulhouse-Nord zurück. Damals waren hier etwa 40 Lokomotiven stationiert. Der Niedergang zog sich bis 1970 hin, als das BW nach der Elektrifizierung der Strecke nach Belfort geschlossen wurde. 1971 bis 1976 dienten die Lokschuppen dann dazu, Rollmaterial, das für das Eisenbahnmuseum Mülhausen vorgesehen war, unterzustellen. Die Hochbauten wurden in der Folgezeit abgerissen.

### Ile Napoléon
Der Ausbau des BW Mulhouse-Nord in den 1920er Jahren reichte nicht aus, der Bau eines weiteren BW wurde beschlossen und begann 1927 an der Strecke Richtung Müllheim. Der Hochbau konnte 1929 abgeschlossen werden, 1930 ging die Anlage unter der Bezeichnung Ile Napoléon in Betrieb, aber erst 1932 war der Ausbau abgeschlossen. Zentral war eine 24-Meter-Drehscheibe die 50 Stellplätze bediente, davon 45 unter Dach. Zu den betreuten Fahrzeugen gehörten neben den Dampflokomotiven auch eine Reihe von Dieseltriebwagen. Im Zweiten Weltkrieg wurde die Anlage zu etwa 25 % beschädigt, danach aber schrittweise wieder aufgebaut. Wie viele andere BW wurde auch dem BW Ile Napoléon die Elektrifizierung zum Verhängnis. Wie in Mulhouse-Nord erfolgte ein erster Einbruch, nachdem 1957 auf der Strecke Straßburg–Basel die elektrische Zugförderung aufgenommen wurde, das Ende kam mit der Elektrifizierung der Strecke nach Belfort 1970. Die Anlage wurde in der Folge – bis auf einen Wasserturm – vollständig abgebrochen.